# Srđan Spiridonović
Srđan Spiridonović (* 13. Oktober 1993 in Wien) ist ein österreichischer Fußballspieler, der als Stürmer spielt.

## Karriere

### Verein
Spiridonović begann seine Karriere beim SK Rapid Wien, wo er 2002 mit Fußballspielen begann. Nach sieben Jahren bei den Grün-Weißen wechselte der Stürmer 2009 in die Jugendabteilung des Lokalrivalen FK Austria Wien. Dort kam er nach zwei Jahren in den Kader der zweiten Mannschaft, welche in der Regionalliga Ost aktiv ist. Sein Debüt für die zweite Mannschaft der Veilchen gab Spiridonović am 26. März 2011 gegen den SC Columbia Floridsdorf, wo er in der 69. Minute für Eric Plattensteiner ausgewechselt wurde. In drei Jahren kam er auf insgesamt 44 Einsätze und erzielte 18 Tore. 
Nach guten Leistungen bei den Amateuren wurde Spiridonović in den Kader der Bundesligamannschaft unter Trainer Peter Stöger geholt. Dort gab er sein Debüt in der höchsten österreichischen Spielklasse am 21. Oktober 2012 im Wiener Derby gegen seinen Ex-Verein Rapid Wien. Er wurde in der Nachspielzeit der zweiten Hälfte für Tomas Šimkovič eingewechselt. Das Spiel in der Generali Arena wurde 2:0 gewonnen. 
Am Ende der Saison 2012/13 wurde er mit der Wiener Austria österreichischer Meister. Nach einer Niederlage im Wiener Derby im Oktober 2013 wurde er von Trainer Nenad Bjelica nicht mehr berücksichtigt. 2014 wechselte er zu Vicenza Calcio. Im Jänner 2015 wurde er vom ACR Messina bis Sommer ausgeliehen.
Am 28. August 2015 wechselte der Stürmer zurück von Italien nach Österreich zum FC Admira Wacker Mödling. Im August 2017 wurde sein Vertrag bei den Niederösterreichern aufgelöst. Im selben Monat wechselte er nach Griechenland zu Panionios Athen, wo er einen bis Juni 2020 gültigen Vertrag erhielt.
Zur Saison 2019/20 wechselte er nach Polen zu Pogoń Stettin, wo er einen bis Juni 2022 laufenden Vertrag erhielt. Nach einer Saison in Polen wechselte er zur Saison 2020/21 nach Serbien zum FK Roter Stern Belgrad. Für Roter Stern kam er bis zur Winterpause zu 16 Einsätzen in der SuperLiga, in denen er drei Tore erzielte. Im Jänner 2021 wurde er in die Türkei an Gençlerbirliği Ankara verliehen. Bis zum Ende der Leihe kam er zu sechs Einsätzen für den Hauptstadtklub in der Süper Lig. Im August 2021 wurde er ein zweites Mal verliehen, diesmal wechselte er wieder nach Griechenland, wo er sich Atromitos Athen anschloss. Für Atromitos kam er bis zum Ende der Leihe zu 20 Einsätzen in der Super League.
Zur Saison 2022/23 kehrte er nach Belgrad zurück, wo er aber nicht mehr zum Kader zählte. Im Anschluss wurde sein Vertrag im Oktober 2022 aufgelöst. Nach mehreren Monaten ohne Klub wechselte er im März 2023 nach Litauen zum FK Kauno Žalgiris. Nach zwölf Einsätzen für Kauno in der A lyga  wurde sein Kontrakt im Juni 2023 wieder aufgelöst.
Im Juli 2023 wechselte er anschließend nach Saudi-Arabien zum Zweitligisten Hajer FC. Nach sieben Einsätzen für Hajer verließ er das Team im Jänner 2024 wieder. Anschließend wechselte er nach Kuwait zum al Salmiya Club.
Im Juli 2024 wechselte er nach Slowenien zum NŠ Mura. Für Mura lief er siebenmal in der 1. SNL auf, ehe sein Vertrag im Oktober 2024 wieder aufgelöst wurde.

### Nationalmannschaft
International absolvierte der Stürmer 12 Spiele für diverse Jugendnationalmannschaften Österreichs. Für die U-21 gab er sein Debüt am 12. Oktober 2012 gegen die DR Kongo. Beim Spiel in Melk wurde Spiridonović für Kevin Stöger eingewechselt. Das Spiel wurde 5:1 gewonnen.

## Erfolge
- 1× österreichischer Meister (2013)